# Kronoheros umbriferus
Kronoheros umbriferus ist ein Süßwasserfisch aus der Familie der Buntbarsche, der im nordwestlichen Kolumbien im Stromgebiet von Río Atrato und Río Magdalena und im Río Tuira und Río Chucunaque in der panamesischen Provinz Darién vorkommt.

## Merkmale
Kronoheros umbriferus erreicht eine Länge von 50 bis 60 cm und ein Gewicht von 3 bis 4 kg. Damit gehört die Art zu den größten neotropischen Buntbarschen. Der Körper ist kräftig und langgestreckt, das endständige, mit breiten Lippen versehene Maul läuft spitz zu. Die Fische sind olivgrün bis dunkelgrün gefärbt. Ein schwarzes Längsband verläuft vom Auge bis auf den Schwanzstiel. Es wird mit zunehmendem Alter immer undeutlicher. Ein kleiner, schwarzer Fleck findet sich auf der oberen Hälfte der Schwanzflossenbasis. Querbinden sind nur bei Jungfischen (< 5 cm) zu sehen. Bei Populationen verschiedener Herkunft ist vor allem der Kiemendeckel unterschiedlich gefärbt und gemustert. Die Basen der weichstrahligen Abschnitte von Rücken- und Afterflosse sind dicht beschuppt. Die Schwanzflosse ist abgerundet. Charakteristisch für die Art ist vor allem die an eine piscivore Lebensweise angepasste Schädelmorphologie, die die Art teilweise mit der nah verwandten Gattung Caquetaia teilt. Kopf und Maul sind aber bei Kronoheros umbriferus viel breiter, während sie bei Caquetaia seitlich stark abgeflacht sind. Die Zähne sind einspitzig und konisch. Das vordere, mittlere Zahnpaar im Oberkiefer ist stark verlängert und liegt bei geschlossenem Maul zwischen den nur wenig vergrößerten vorderen Unterkieferzähnen. Die Spitze des Unterkiefers ragt über die Oberkieferspitze hinaus. Die Maxillare reicht bis unter die Augen.
- Schuppenformel: SL 33.

## Lebensweise
Kronoheros umbriferus lebt im offenen Wasser und ernährt sich von kleineren Fischen, z. B. Salmlern der Gattung  Astyanax, Garnelen und anderen Krebstieren. Zur Fortpflanzung bildet die Art eine Mann-Mutter-Familie und das Weibchen, das mehrere tausend Eier auf einen offen, meist waagerecht liegenden Stein ablegt, übt die Brutpflege allein aus, während das Männchen das Revier verteidigt. Die Weibchen werden mit einer Länge von 10 cm geschlechtsreif, die Männchen mit einer Länge von 15 cm.

## Systematik
Die Art wurde 1913 durch die US-amerikanischen Ichthyologen Seth Eugene Meek und Samuel Frederick Hildebrand unter dem Namen Cichlasoma umbriferum beschrieben. Später wurde sie Caquetaia zugeordnet. Im Jahr 2016 wurde die Gattung Kronoheros eingeführt, mit Kronoheros umbriferus als einziger Art. Der Gattungsname setzt sich aus Kronos und Heros zusammen. Kronos ist in der griechischen Mythologie der Anführer der Titanen, ein Hinweis auf die Größe der Fische; Heros ist eine Buntbarschgattung. Kronoheros ist die Schwestergattung einer Klade von Caquetaia und Heroina.
Wahrscheinlich bilden die panamaesischen und kolumbianischen Populationen von Kronoheros umbriferus zwei unterschiedliche Arten. Sie unterscheiden sich in ihrer Färbung und auch eine Analyse der Cytochrom-b-Gene der mitochondrialen DNA unterstützt die Aufspaltung in zwei Arten. Da die Terra typica für Kronoheros umbriferus der Río Cupe im Osten Panamas ist, müsste für die kolumbianische Population eine neue Art eingeführt werden.